# Tour de Gironde
El Tour de Gironde es una carrera ciclista por etapas francesa que se disputa en el departamento de Gironda (región de Aquitania), a finales del mes de mayo o principios de julio. 
Se creó en 1975 como amateur. En 1996 se abrió a corredores internacionales dentro de la categoría 2.6 (máxima categoría amateur) a pesar de ello la mayoría de ganadores siguieron siendo franceses. Desde la creación de los Circuitos Continentales UCI forma parte del UCI Europe Tour, dentro de la categoría 2.2 (última categoría del profesionalismo). En el año 2018 se convierte en una carrera de categoría 2.1, pero reservada solo a corredores sub-23.
Históricamente ha tenido 5 etapas divididas en 4 días sin embargo desde el 2006 se ha visto reducida su duración hasta las 3 etapas en 3 días desde 2010.
Desde 2018 se convirtió en una prueba de categoría junior

## Palmarés
En amarillo: edición amateur.
| Año                     | Ganador               | Segundo              | Tercero            |
| ----------------------- | --------------------- | -------------------- | ------------------ |
| 1975                    | Michel Fedrigo        |                      |                    |
| 1976                    | Patrick Audeguil      |                      |                    |
| 1977                    | Daniel Barjolin       |                      |                    |
| 1978                    | Christian Jourdan     |                      |                    |
| 1979                    | Francis Castaing      | Hugues Grondin       | René Bajan         |
| 1980                    | Jean-Jacques Rebière  | Bouligant            | Félix Urbain       |
| 1981                    | Bruno De Santi        | Jean-Marc Prioleau   | E.Lajo             |
| 1982                    | Philippe Lauraire     | Patrick Audeguil     | Patrick Laugier    |
| 1983                    | Gérard Mercadie       | René Bajan           | Bruno De Santi     |
| 1984                    | Daniel Amardeilh      | Dominique Landreau   | Jacky Bobin        |
| 1985                    | Thierry Lavergne      | Henri Abadie         | Philippe Avezou    |
| 1986                    | Sylvain Le Goff       | Patrick Jeremie      | Dutrouilh          |
| 1987                    | Jean-François Morio   | Didier Champion      | Daniel Pandele     |
| 1988                    | Hervé Gourmelon       | Michel Dubreuil      | Marc Guenegou      |
| 1989                    | Gilles Dubois         | Peronnin             | Dominique Chignoli |
| 1990                    | Stéphane Dief         | Gilles Chauvin       | Marchais           |
| 1991                    | Jean-François Anti    | Bruno Bannes         | Thierry Ferrer     |
| 1992                    | Laurent Desbiens      | Gilles Dubois        | Pascal Basset      |
| 1993                    | Hristo Zaikov         | Jean-Christophe Bloy | Gilles Dubois      |
| 1994                    | Denis Leproux         | Camille Coualan      | Fabrice Blevin     |
| 1995                    | Anthony Langella      | Fabrice Blevin       | Stéphane Conan     |
| 1996                    | Franck Morelle        | Éric Frutoso         | Hristo Zaikov      |
| 1997                    | Jean-Philippe Duracka | Tony Jousset         | Marc Feipeler      |
| 1998                    | Martial Locatelli     | Lionel Guest         | Stéphane Roger     |
| 1999                    | László Bodrogi        | Noan Lelarge         | Martial Locatelli  |
| 2000                    | Pascal Peyramaure     | Anthony Rokia        | Stéphane Pétilleau |
| 2001                    | Gilles Canouet        | Christophe Laurent   | Damon Kluck        |
| 2002                    | Mickaël Buffaz        | Lloyd Mondory        | Ivan Terenine      |
| 2003                    | Alexandre Urbain      | Sébastien Duret      | Laurent D'Olivier  |
| 2004                    | Vincent Joffre        | Jean Mespoulède      | Mickaël Martin     |
| 2005                    | Charles Guilbert      | Mathieu Perget       | Evgeny Sokolov     |
| 2006                    | Jérôme Bonnace        | Peter Van Agtmaal    | Nicolas Reynaud    |
| 2007                    | Jonathan Thiré        | Fabrice Jeandesboz   | Vincent Ragot      |
| 2008                    | Julien Guay           | Romain Hardy         | Franck Charrier    |
| 2009                    | Stéphane Rossetto     | Alexandre Geniez     | Jean Mespoulède    |
| 2010                    | Julien Belgy          | Anton Samokhvalov    | Anthony Vignes     |
| 2011                    | Julien Foisnet        | Fabien Schmidt       | Fabien Patanchon   |
| 2012                    | Nick van der Lijke    | Daan Olivier         | Fabien Fraissignes |
| 2013                    | Jon Larrinaga         | Matthias Allegaert   | Nick van der Lijke |
| 2014                    | Remco Te Brake        | Brian Van Goethem    | Jonas Rickaert     |
| 2015                    | Stéphane Poulhiès     | Marcel Meisen        | Robin Stenuit      |
| 2016                    | Amund Grondahl        | Matthias Le Turnier  | Krister Hagen      |
| 2017                    | Pablo Torres          | Flavien Maurelet     | Mathieu Burgaudeau |
| Tour de Gironde juniors |                       |                      |                    |
| 2018                    | Valentin Retailleau   | Tom Mainguenaud      | Lucas Grolier      |
| 2019                    | Carlos Rodríguez      | Tim Torn Teutenberg  | Benjamin Marais    |
| 2020-2021               | no se organizó        | no se organizó       | no se organizó     |
| 2022                    | Joshua Tarling        | Enzo Briand          | Zachary Walker     |
| 2023                    | Sente Sentjens        | Jacob Bush           | Tomos Pattinson    |

## Palmarés por países
| País         | Victorias |
| ------------ | --------- |
| Francia      | 36        |
| España       | 3         |
| Países Bajos | 2         |
| Bulgaria     | 1         |
| Hungría      | 1         |
| Noruega      | 1         |
| Bélgica      | 1         |
| Reino Unido  | 1         |